# Bøur

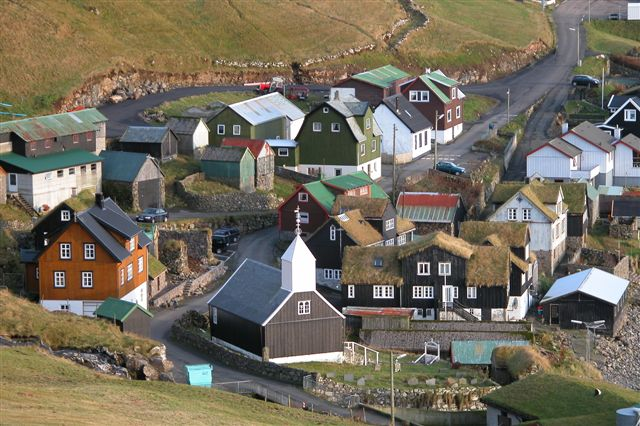
Bøur von oben.

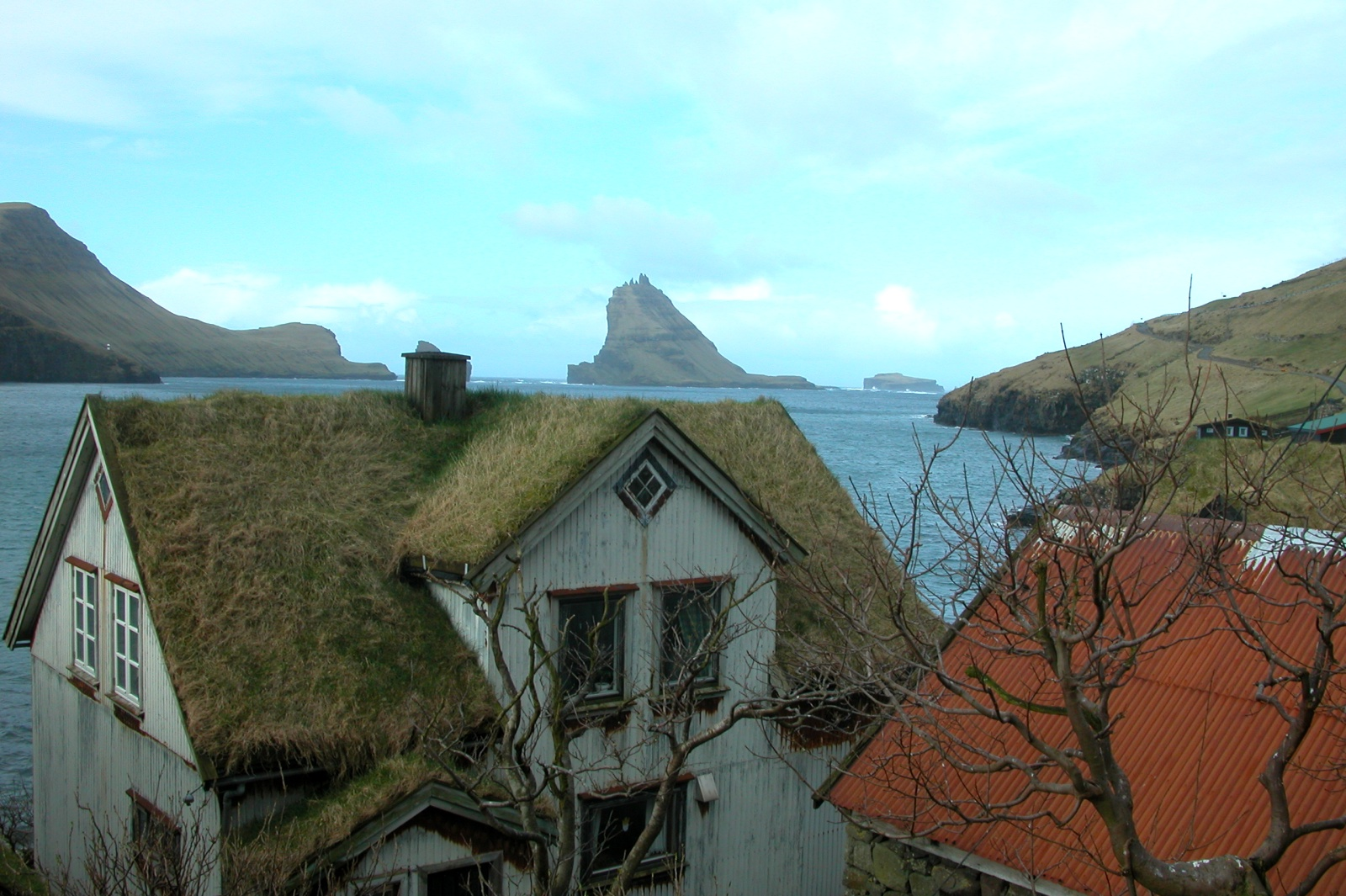
Blick auf den Tindhólmur im Hintergrund (Mitte).

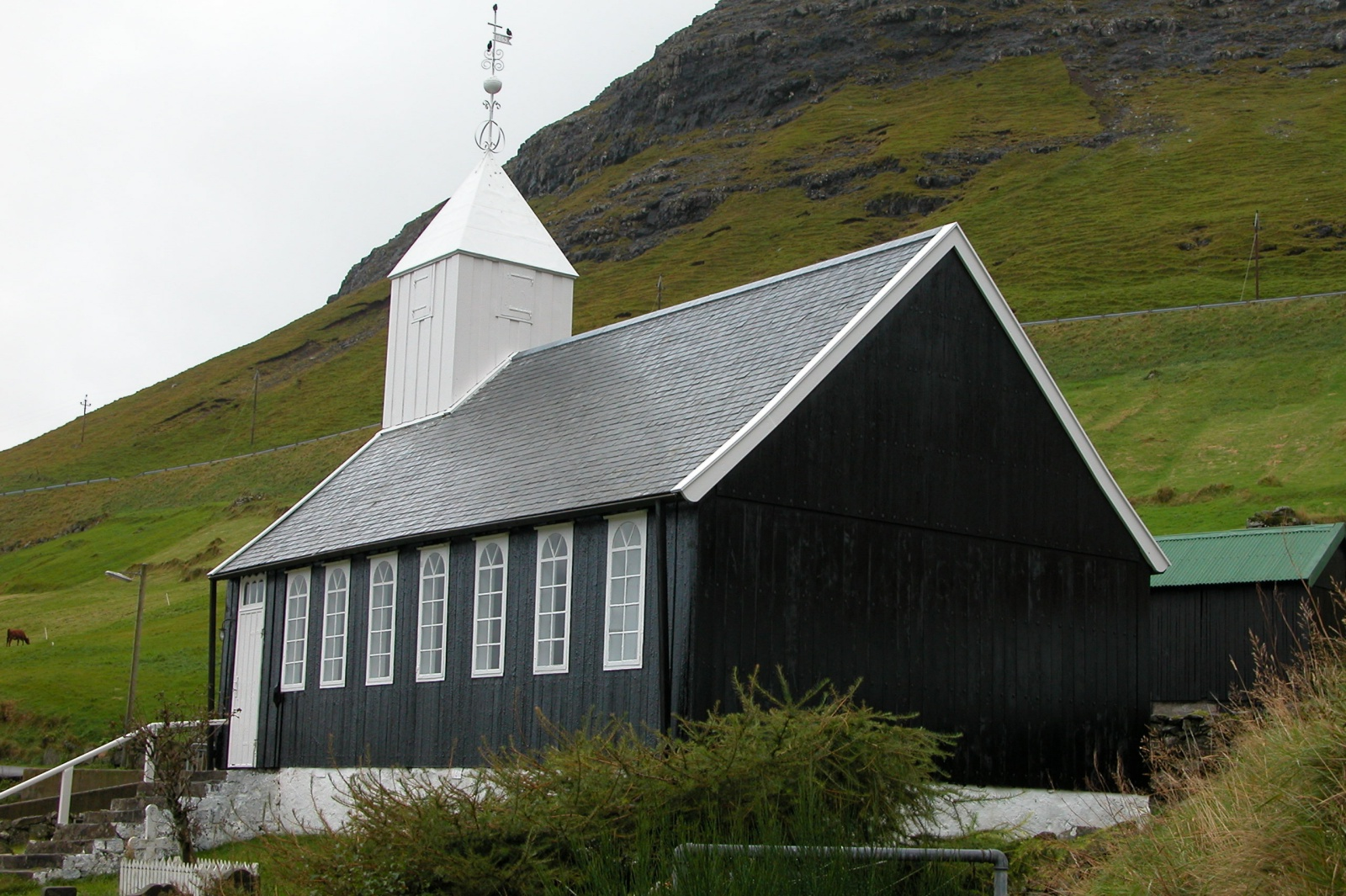
Die Kirche von 1865.

Bøur [ˈbøvʊɹ] (dänisch: Bø) ist ein Ort der Färöer im Westen Vágars. Im August 2019 hatte der Ort 75 Einwohner.
Zur ehemaligen Kommune Bøur (Bíggjar kommuna) gehörte auch das Dorf Gásadalur.
Bøur liegt an der Nordseite des Sørvágsfjørður und gilt als eines der schönsten Dörfer des Landes, schon alleine wegen seiner Aussicht auf den bizarren Tindhólmur, Gáshólmur und die beiden „drangar“ (herausragende Felsen in der See) einem der elf Holme der Färöer. Der Blick wurde in zahlreichen Kunstwerken verewigt.
Die alten grasgedeckten Holzhäuser der Ortschaft liegen dicht gedrängt an schmalen Gassen. Die traditionelle Holzkirche von Bøur wurde 1865 errichtet. Bøur ist eine alte Ortschaft und wird im Hundebrief von etwa 1350 erwähnt. Der Brief ist stammt wahrscheinlich aus der Wikingerzeit auf den Färöern.
Bøur ist auch ein alter Kirchort. So wird in einem Dokument von 1710 erwähnt, dass der Ort eine Kirche hatte. Wann die erste Kirche gebaut wurde, ist unbekannt.

## Verkehr
Bøur wird durch eine vier Kilometer lange asphaltierte Straße mit dem nächstgrößeren Ort Sørvágur verbunden. In östlicher Richtung führt diese Straße seit Anfang 2003 durch einen Tunnel in das einst völlig isolierte Gásadalur. Um Gásadalur auf dem Landweg zu erreichen, mussten die Menschen früher den alten, beschwerlichen Wanderweg über die Berge nehmen, da es ebenfalls über den Seeweg nicht zu erreichen ist. Seit Ende des 20. Jahrhunderts verkehrte jedoch ein Hubschrauber vom Flughafen Vágar. Durch den Flughafen bedingt liegt Bøur in der Einflugschneise für den internationalen Flugverkehr der Färöer.

## Eiriksboði
Die bekannteste Sage von Bøur handelt von einem Erbstreit. Zwei Brüder, Símun und Eirikur, besaßen gemeinsam den gesamten Grundbesitz des Ortes, und Eirikur wollte diesen gerne aufteilen. Es endete damit, dass Eirikur seinen Bruder umbrachte und dann zum Bischof nach Kirkjubøur fuhr, um sich begnadigen zu lassen. Der Bischof war bereit, ihn gegen Zahlung eines hohen Bußgeldes an die Kirche und an den Bischof zu begnadigen. Eirikur war einverstanden, und die Vereinbarung wurde auf ein Stück Holz geritzt. Eirikur fuhr mit dem Boot nach Bøur zurück, und als er in die stillen Gewässer gekommen war und sich außer Gefahr glaubte, erhob sich eine Welle, so dass das Boot kenterte und Eirikur umkam. Die blinden Klippen heißen noch heute Eiriksboði und liegen an der Innenseite des Tindhólmur.

## Der Diebstahl des Feuers
Die Ländereien der Ortschaft bestehen aus 18 Flurstücken (merkur), von denen die meisten in königlichem (heute staatlichem) Besitz sind. Eine Sage berichtet darüber, wie sie in den Besitz des Königs kamen. Damals war die Ortschaft klein, womöglich nur ein Haus, und eines Tages ging das Feuer im Herd aus. Deshalb musste man zur nächsten Ortschaft gehen, um Feuer zu holen, was eine Schande war. Ein Mädchen wurde nach Sørvágur geschickt, und zum Glück war dort niemand zu Hause. Sie holte sich Feuer aus dem Herd und eilte nach Hause. Der Rauch vom Feuer wurde jedoch bemerkt, und der Bauer von Sørvágur zeigte sie des Diebstahls an. Da kam der größte Teil von Bøur in den Besitz des Königs.

## Walfang
| Datum              | Wale | Skinn    |
| ------------------ | ---- | -------- |
| 24. Juni 1847      | 125  | 969,00   |
| 6. Oktober 1967    | 47   | 336,00   |
| 6. Mai 1968        | 77   | 417,50   |
| 10. April 1973     | 250  | 1.220,00 |
| 28. Oktober 1975   | 29   | 177,00   |
| 12. September 1976 | 228  | 970,00   |
| 14. September 1980 | 308  | 1.623,00 |
| 23. August 1982    | 233  | 921,00   |
| 24. September 1983 | 225  | 1.083,00 |
| 14. Juni 1984      | 189  | 835,00   |
| 30. Juli 1986      | 54   | 338,25   |
| 20. April 1988     | 111  | 557,75   |
| 28. Juli 1989      | 138  | 543,25   |
| 10. Juli 1992      | 52   | 369,50   |
| 16. Juli 1992      | 62   | 418,00   |
| 16. Oktober 1992   | 51   | 271,50   |
| 28. August 1997    | 36   | 270,25   |
| 6. September 1997  | 35   | 247,00   |
| 20. September 1997 | 172  | 911,00   |
| 24. Juli 1998      | 54   | 410,00   |
| 25. Juli 1999      | 72   | 449,00   |
| 16. Juli 1992      | 62   | 418,00   |
| 11. Juli 2001      | 186  | 1.368,75 |
| 23. Juli 2001      | 112  | 935,00   |
| 4. Juli 2002       | 36   | 266,00   |
| 8. Juni 2004       | 445  | 3.522,25 |

Bøur ist eine der 14 sogenannten Hvalvágir – Wal-Buchten, wo das Grindadráp, der Grindwalfang erlaubt ist.
Am 8. Juni 2004 wurden hier 445 Grindwale beim Grindadráp getötet. Für färöische Verhältnisse stellte dies ein großer Fang dar. 1294 herbeigeeilte Menschen auf 82 Booten beteiligten sich nach Auskunft des Polizeichefs von Vágar daran. Seit 10 Jahren wurden auf den Färöern nicht mehr so viele Tiere an einem einzigen Tag erlegt.